# Młodzieżowe Mistrzostwa Polski Par Klubowych na Żużlu 2004
Młodzieżowe Mistrzostwa Polski Par Klubowych na Żużlu 2004 – zawody żużlowe, mające na celu wyłonienie medalistów młodzieżowych mistrzostw Polski par klubowych w sezonie 2004. Rozegrano trzy turnieje eliminacyjne oraz finał, w którym zwyciężyli żużlowcy Unii Tarnów.

## Finał
- Częstochowa, 24 czerwca 2004
- Sędzia: Marek Smyła

| Miejsce | Kluby                         | Suma | Zawodnicy                                               | Punkty                                           |
| ------- | ----------------------------- | ---- | ------------------------------------------------------- | ------------------------------------------------ |
| złoto   | Unia Tarnów                   | 28   | Marcin Rempała Janusz Kołodziej Paweł Baran             | 11 (3,2,2,1,2,1) 17 (2,3,3,3,3,3) ns             |
| srebro  | Unia Leszno                   | 23   | Krzysztof Kasprzak Robert Kasprzak Mateusz Jurga        | 15 (2,3,3,2,3,2) 8 (3,2,0,0,–,3) 0 (–,–,–,–,w,–) |
| brąz    | Apator Adriana Toruń          | 22   | Karol Ząbik Adrian Miedziński Arkadiusz Kalwasiński     | 7 (2,w,2,2,1,w) 15 (3,1,3,3,2,3) ns              |
| 4       | Złomrex Włókniarz Częstochowa | 15   | Michał Szczepaniak Mateusz Szczepaniak Kamil Łyko       | 6 (1,2,0,1,w,2) 9 (0,3,1,2,w,3) ns               |
| 5       | Budlex Polonia Bydgoszcz      | 15   | Grzegorz Czechowski Krystian Klecha Marcin Jędrzejewski | 4 (0,2,2,0,–,0) 9 (1,1,1,1,3,2) 2 (–,–,–,–,2,–)  |
| 6       | TŻ Sipma Lublin               | 13   | Dawid Stachyra Daniel Jeleniewski Szymon Bałabuch       | 1 (0,0,0,1,–,–) 11 (1,1,3,3,1,2) 1 (–,–,–,–,0,1) |
| 7       | Kolejarz Opole                | 9    | Marcin Sekula Ronnie Jamroży Tomasz Schmidt             | 1 (1,0,0,u,–,–) 6 (0,3,1,2,0,t) 2 (–,–,–,–,1,1)  |